# Jens Voigt
Jens Voigt (Grevesmühlen, 17 september 1971) is een Duits voormalig wielrenner die tot en met 2014 reed voor Trek Factory Racing en dan stopte als beroepsrenner. Hij was een tijdrijder en is een gewezen houder van het werelduurrecord. Hij werkt nu als commentator bij wielerwedstrijden voor Eurosport. 

## Biografie
De in het Oost-Duitse Grevesmühlen geboren Voigt reed bij de amateurs samen met onder andere Jan Ullrich. In 1994 won hij de Vredeskoers, maar pas in 1997 werd hij professional bij het kleine Australische team ZVVZ-Giant-Australian Institute of Sport. In 1998 reed hij voor Gan maar een jaar later stapte hij over naar het Franse Crédit Agricole. Hier brak hij door als een renner die veel aanviel en lang een hoog tempo kon volhouden en bovendien behoorlijk goed tot in het middengebergte mee kon komen. Ook bleek hij een goed tijdrijder. Van 2004 tot 2010 reed Voigt, die met een Française getrouwd is, voor het Deense Team CSC, het latere Tinkoff-Saxo.
Zijn inzet en volharding vormen een apart hoofdstuk in het licht van de Ronde van Frankrijk. Sinds 1998 heeft hij tot het einde van zijn carrière in 2014 telkens deelgenomen. Dat maakte een totaal van 17 deelnames waarbij hij er 14 effectief uitreed. Daarmee deelt hij een record met George Hincapie en Stuart O'Grady die evenveel deelnames tellen. Een belangrijke overwinning voor Voigt was een etappezege in de Ronde van Frankrijk 2001, nadat hij eerder al één dag de gele trui had gedragen. In de Ronde van Frankrijk van 2005 droeg Voigt opnieuw de gele trui en in 2006 behaalde hij opnieuw een ritzege. In de editie 2009 viel Voigt in de 16e etappe uit: hij ging met hoge snelheid hard onderuit in de afdaling van de Col du Petit-Saint-Bernard op zowat 30 km vóór de finish. Hij stuiterde over een hobbel in de weg en raakte daardoor de macht over het stuur kwijt en kwam akelig terecht. Hij was een moment buiten bewustzijn en werd met een helikopter vervoerd naar een ziekenhuis. Daar werden een hersenschudding en een jukbeenbreuk geconstateerd.
In 2013 was Voigt bij de start aan de Ronde van Frankrijk 41 jaar en 286 dagen oud, waarmee hij de oudste deelnemer ooit aan de Tour werd, waarbij hij Joaquim Agostinho (41 jaar en 58 dagen in 1983) als oudste deelnemer onttroonde.
Een andere grote prestatie leverde hij, reeds 34 jaar oud, in 2006 door op imponerende wijze de Ronde van Duitsland te winnen met drie ritzeges, waaronder de zwaarste bergetappe, en de tijdrit. Deze eindzege wist hij in 2007 te herhalen met winst in de individuele tijdrit en de ploegentijdrit. 
In 2008 won hij ook al eens een etappe in de Giro. Verder won Jens vijf keer het Internationaal Wegcriterium (Critérium International), drie keer de Ronde van Beieren en eenmaal de Ronde van de Middellandse Zee. Ook won hij onder meer etappes in de Ronde van het Baskenland, in Parijs-Nice, in de Ronde van Denemarken en in de Ronde van Polen, alsook een tweede plaats in Luik-Bastenaken-Luik (2005).  
In 2011 trok hij naar Team Leopard, het latere Radioshack-Nissan-Trek en nadien Trek Factory Racing. 
Op 16 mei 2013 won hij op 41-jarige leeftijd de vijfde etappe van de Ronde van Californië. Vijf kilometer voor de finish zette hij een aanval in en was niet meer te achterhalen door sprinters Tyler Farrar (tweede), Thor Hushovd (derde) en Peter Sagan (vierde).
Op 9 augustus 2013 maakte Voigt bekend aan het eind van 2014 te zullen stoppen met wielrennen als prof. Hij koerste in zijn laatste jaar als prof voor Trek. Op 18 september 2014 beëindigde hij zijn wielercarrière met het verbeteren van het werelduurrecord door de magische grens van 50 km te doorbreken en tot 51,115 kilometer te komen. Hij was daarmee de eerste die, volgens de nieuwe regelgeving van de UCI, een gehomologeerd resultaat heeft neergezet.

## Belangrijkste overwinningen
1994

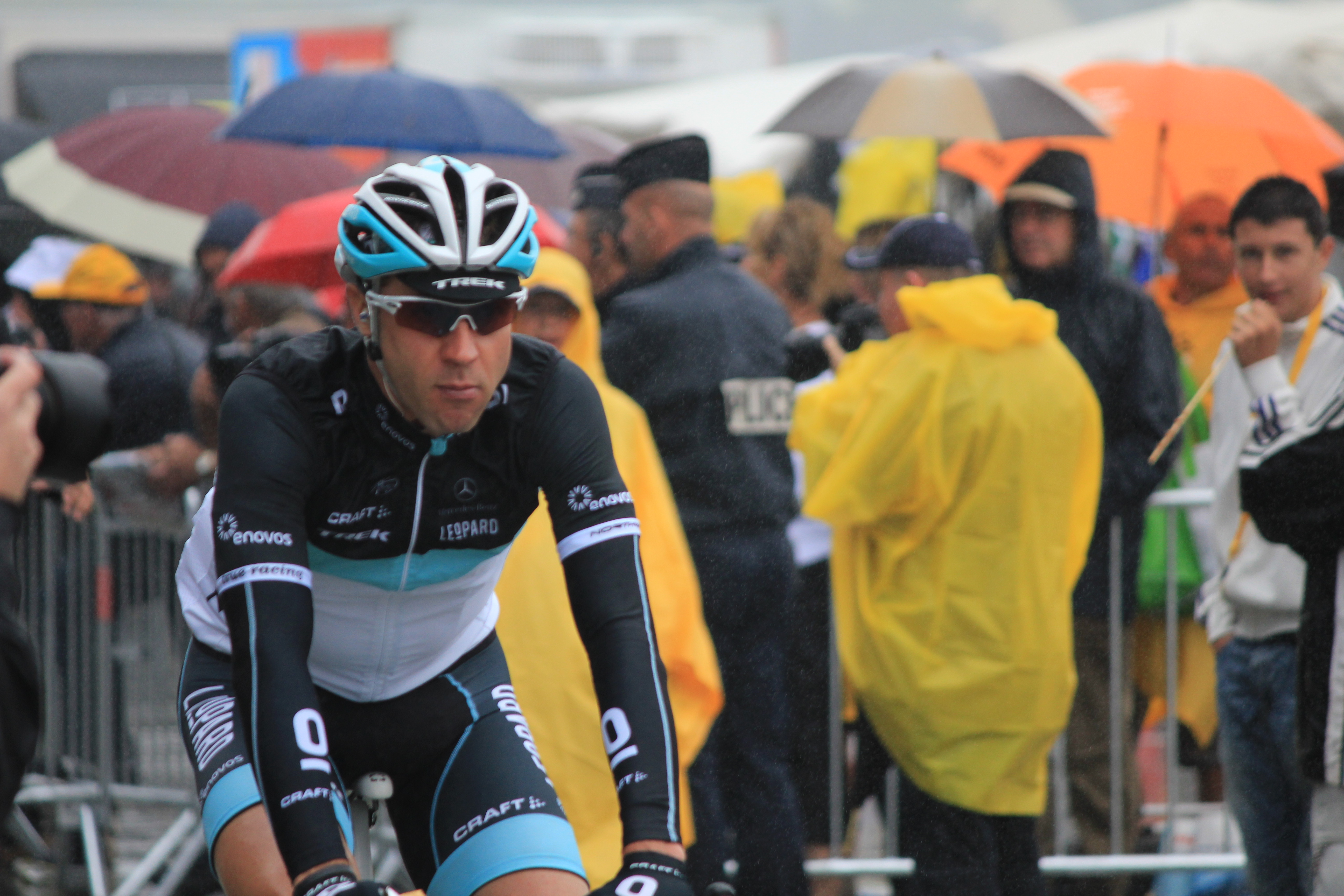
Voigt in Leopard-Trek tenue tijdens de Ronde van Frankrijk 2011

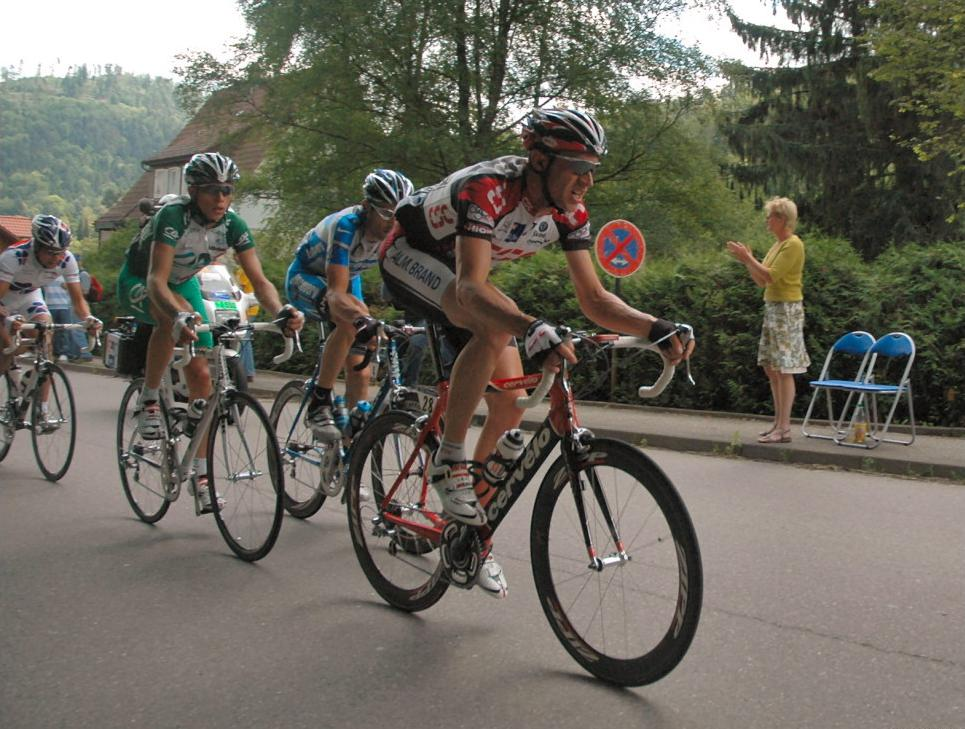
Jens Voigt leidt de kopgroep in de Ronde van Frankrijk 2005

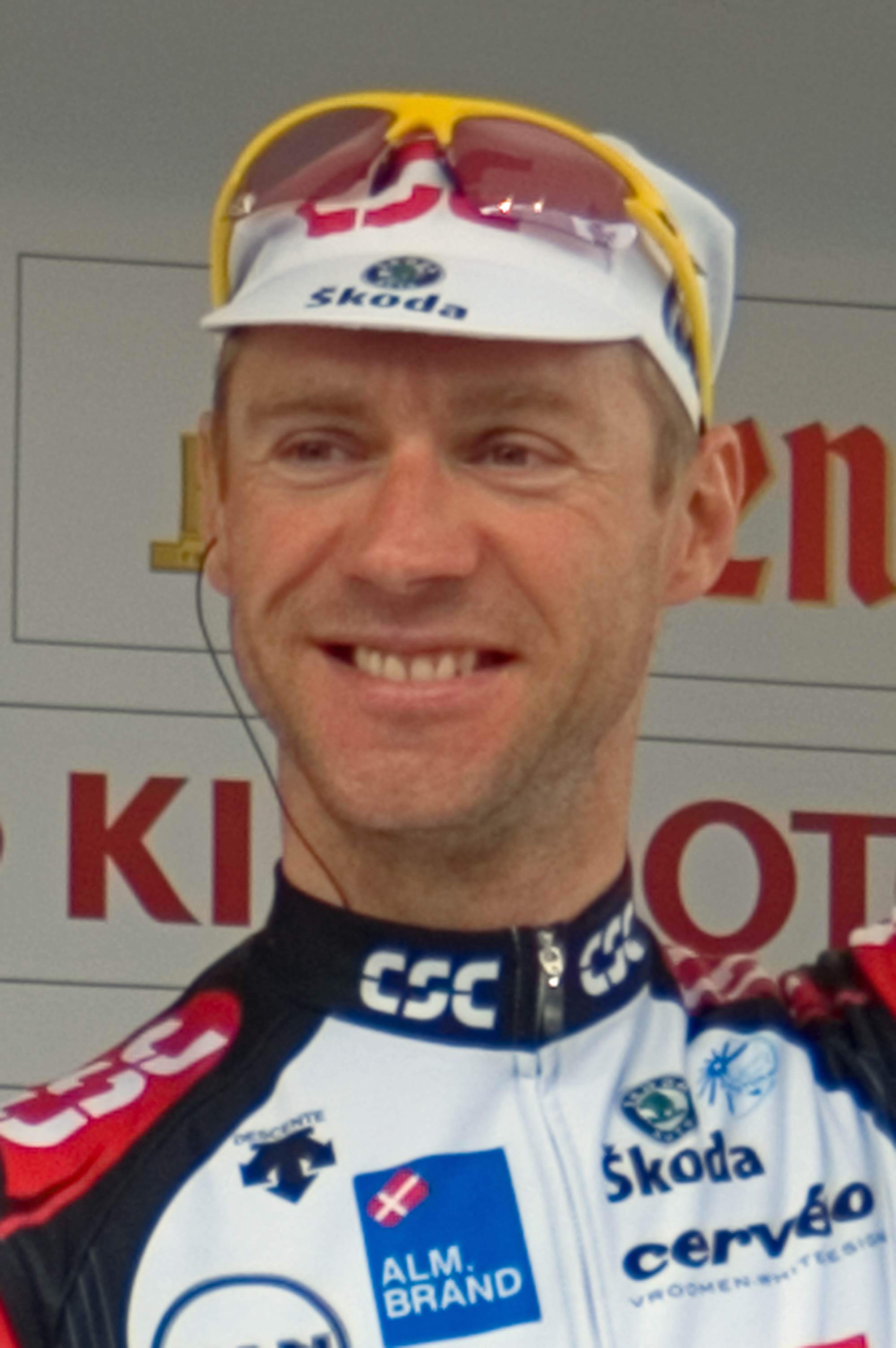
Voigt voor de start van Rund um den Henninger-Turm in 2006

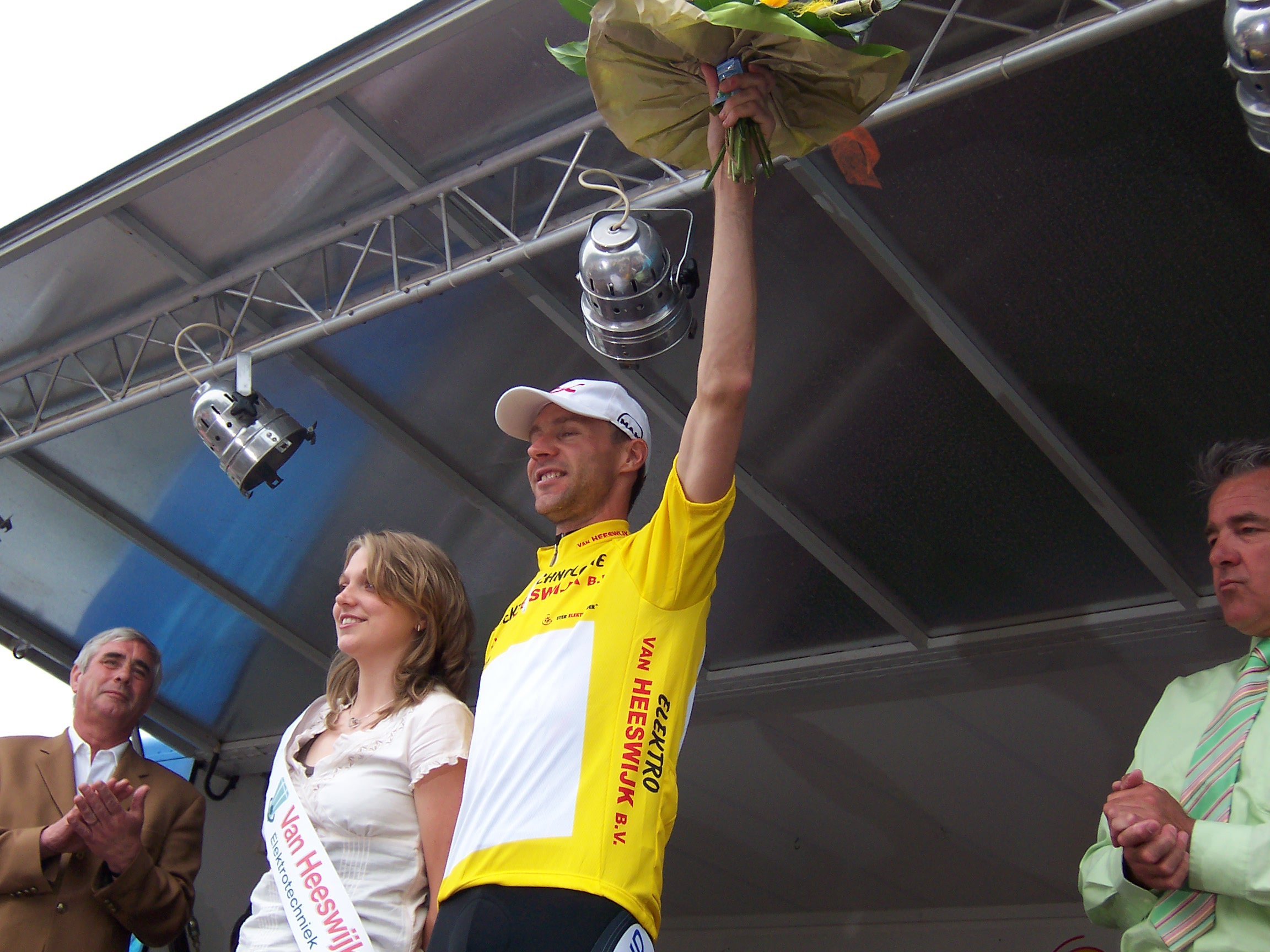
Jens Voigt in de Ster Elektrotoer in 2006 in Schimmert

- Eindklassement Ronde van Nedersaksen
- Eindklassement Vredeskoers
- Eindklassement Commonwealth Bank Classic

1995
- 8e etappe Ronde van Normandië

1996
- 2e etappe Ronde van Hessen
- Proloog Ronde van Rijnland-Palts
- 2e etappe Ronde van Saksen
- Eindklassement Ronde van Saksen

1997
- Proloog Ronde van Saksen
- 5e etappe deel B Ronde van Nedersaksen
- Eindklassement Ronde van Nedersaksen

1998
- 5e etappe Ronde van het Baskenland

1999
- Eindklassement Critérium International
- 3e etappe Route du Sud
- Duo Normand (met Chris Boardman)
- Breitling Grand Prix (met Chris Boardman)

2000
- Eindklassement Ronde van Beieren
- Grote Prijs van Cholet-Pays de Loire

2001
- 7e etappe Dauphiné Libéré
- 16e etappe Ronde van Frankrijk
- 2e etappe Ronde van Beieren
- Eindklassement Ronde van Beieren
- Grote Landenprijs
- 1e etappe Route du Sud
- 6e etappe Ronde van Polen
- Puntenklassement Ronde van Polen
- Duo Normand (met Jonathan Vaughters)

2002
- 3e etappe Critérium International

2003
- 3e etappe Critérium International
- Parijs-Bourges

2004
- Eindklassement Ronde van Beieren
- 2e etappe Critérium International
- 3e etappe Critérium International
- Eindklassement Critérium International
- 5e etappe Deel A Ronde van het Baskenland
- 4e etappe Ronde van Denemarken
- LuK Challenge (met Bobby Julich)

2005
- 4e etappe Ronde van Beieren
- 3e etappe Ster van Bessèges
- Proloog Parijs-Nice
- Puntenklassement Parijs-Nice
- 1e etappe Week van de Middellandse Zee
- 3e etappe Week van de Middellandse Zee
- 4e etappe Week van de Middellandse Zee
- Eindklassement Week van de Middellandse Zee
- 5e etappe deel A Ronde van het Baskenland
- LuK Challenge (met Bobby Julich)

2006
- 4e etappe Ster Elektrotoer
- 5e etappe Ronde van Italië (ploegentijdrit)
- UCI ProTour Ploegentijdrit (met Lars Ytting Bak, Michael Blaudzun, Bobby Julich, Stuart O'Grady, Christian Müller, Brian Vandborg en David Zabriskie)
- 13e etappe Ronde van Frankrijk
- 2e etappe Ronde van Duitsland
- 6e etappe Ronde van Duitsland
- 7e etappe Ronde van Duitsland (tijdrit)
- Eindklassement Ronde van Duitsland
- Rund um die Hainleite

2007
- 3e etappe Ronde van Californië
- 2e etappe Critérium International
- Eindklassement Critérium International
- 4e etappe Ronde van het Baskenland
- Ploegentijdrit Ronde van Duitsland (met Fabian Cancellara, Bobby Julich, Andy Schleck, Aleksandr Kolobnev, Volodymyr Hoestov, Chris Anker Sørensen en Juan José Haedo)
- 8e etappe Ronde van Duitsland (tijdrit)
- Eindklassement Ronde van Duitsland

2008
- Eindklassement Critérium International
- 18e etappe Ronde van Italië
- 1e etappe Ronde van Polen (ploegentijdrit)
- 6e etappe Ronde van Polen
- Eindklassement Ronde van Polen

2009
- 2e etappe Critérium International
- Eindklassement Critérium International
- 1e Hohenheimer Schlossrennen

2010
- 4e etappe Ronde van Catalonië
- Rund um Sebnitz

2012
- Ploegenklassement Ronde van Californië
- Ploegenklassement Ronde van Frankrijk
- 4e etappe Ronde van Colorado

2013
- 5e etappe Ronde van Californië

2014
- Werelduurrecord

## Resultaten in voornaamste wedstrijden
| Jaar | Ronde van Italië | Ronde van Frankrijk | Ronde van Spanje |
| ---- | ---------------- | ------------------- | ---------------- |
| 1998 |                  | 83e                 |                  |
| 1999 |                  | 60e                 |                  |
| 2000 |                  | 60e                 |                  |
| 2001 |                  | 46e (1)             |                  |
| 2002 |                  | 110e                |                  |
| 2003 |                  | opgave              |                  |
| 2004 |                  | 35e                 |                  |
| 2005 |                  | buiten tijd         |                  |
| 2006 | 37e              | 52e (1)             |                  |
| 2007 |                  | 28e                 |                  |
| 2008 | 53e (1)          | 37e                 |                  |
| 2009 | 48e              | opgave              |                  |
| 2010 |                  | 126e                |                  |
| 2011 |                  | 67e                 |                  |
| 2012 |                  | 52e                 |                  |
| 2013 |                  | 67e                 |                  |
| 2014 |                  | 108e                |                  |

| Jaar | Milaan-San Remo | Gent-Wevelgem | Ronde van Vlaanderen | Parijs-Roubaix | Amstel Gold Race | Luik-Bast.‑Luik | Ronde van Lombardije | Waalse Pijl |  | WK op de weg |  | Wereldranglijsten |
| ---- | --------------- | ------------- | -------------------- | -------------- | ---------------- | --------------- | -------------------- | ----------- |  | ------------ |  | ----------------- |
| 1998 | 66e             |               |                      |                |                  | 87e             | 28e                  |             |  |              |  |                   |
| 1999 | 52e             |               |                      |                |                  | 24e             |                      | 9e          |  |              |  |                   |
| 2000 |                 |               |                      |                |                  | 34e             |                      | 25e         |  | 92e          |  |                   |
| 2001 | 75e             | 34e           | 65e                  | 40e            |                  | 34e             |                      |             |  |              |  |                   |
| 2002 |                 |               |                      |                |                  |                 |                      |             |  |              |  |                   |
| 2003 |                 |               |                      |                |                  |                 |                      |             |  |              |  |                   |
| 2004 | 36e             |               |                      |                |                  |                 |                      |             |  |              |  |                   |
| 2005 | 136e            |               |                      |                | 26e              | ↑               |                      | 50e         |  |              |  | 29e (UPT)         |
| 2006 |                 |               |                      |                | 85e              | 51e             |                      | 82e         |  |              |  | 30e (UPT)         |
| 2007 |                 |               |                      |                | 89e              | 98e             |                      |             |  |              |  | 25e (UPT)         |
| 2008 |                 |               |                      |                |                  |                 |                      |             |  |              |  | 17e (UPT)         |
| 2009 |                 |               |                      |                |                  |                 |                      |             |  |              |  | 97e (UWK)         |
| 2010 |                 |               |                      |                |                  |                 |                      | 100e        |  |              |  | 76e (UWK)         |
| 2011 |                 |               |                      |                |                  |                 |                      |             |  |              |  |                   |
| 2012 |                 |               |                      |                |                  |                 |                      |             |  |              |  | 159e (UWT)        |
| 2013 |                 |               |                      |                |                  |                 |                      |             |  |              |  |                   |
| 2014 |                 |               |                      |                |                  |                 |                      |             |  |              |  |                   |